# Samson et le trésor des Incas
Pour plus de détails, voir Fiche technique et Distribution.
Samson et le trésor des Incas (titre original : Sansone e il tesoro degli Incas) est un film franco-italo-allemand réalisé par Piero Pierotti sorti en 1964.

## Fiche technique
- Titre original : Sansone e il tesoro degli Incas
- Titre français : Samson et le trésor des Incas
- Réalisation : Piero Pierotti
- Assistant réalisateur : Marcello Pandolfi
- Scénario : Arpad De Riso et Piero Pierotti
- Costumes et figurines : Walter Patriarca
- Organisation générale : Nino Misiano
- Directeur de la photographie : Augusto Tiezzi
- Système : Totalscope , eastmancolor
- Musique  : Angelo Francesco Lavagnino
- Producteur : Fortunato Misiano
- Décors : Pier Vittorio Marchi
- Montage : Jolanda Benvenuti
- Genre : film d'aventure, film d'action
- Pays de production :  Italie Romana film ,  France Ulysses prod ,  Allemagne de l'Ouest Constantin film
- Format d'image : 2.35 : 1
- Durée : 93 minutes
- Distributeur en France : Cosmopolis films et les films Marbeuf
- Dates de sortie :
  - Italie : 15 octobre 1964
  - France : 26 mai 1965
  - Allemagne de l'Ouest : 1er février 1966

## Distribution
- Alan Steel (VF : Marc Cassot) : William Smith
- Anna Maria Polani : la reine Mysia
- Pierre  Cressoy  (VF : Jacques Beauchey): Fishe le joueur
- Mario  Petri   (VF :  Yves Brainville) : Jerry Damon
- Birgitte  Haiberg  (VF :  Claude Chantal) : l’institutrice Jenny Nixon
- Dada Gallotti  (VF : Nicole Favart) : Ilona, la chanteuse
- Toni Sailer  (VF : Sady Rebbot) : Alan Fox
- Harry Riebauer  (VF :  Jean Claudio) : le shérif Alamo
- Elisabetta  Fanti  (VF : Joelle Janin) : Urpie
- Antonio  Gradoli  (VF : Louis Arbessier) : "Castor"
- Wolfgang Lukschy : "El puma"
- Gino Marturano  (VF : Pierre Trabaud) : "Barracuda"
- Andrea  Scotti  (VF : Claude Joseph) : le voyageur dans la diligence
- Attilio  Severini : "Grizzly"
- Umberto  Spadaro  (VF : Jacques Dynam) : De Profundis, le barbier fossoyeur
- Carlo  Tamberlani  (VF : Pierre Collet) : Burt Nixon
- Amedeo  Trilli  (VF : Jacques Monod)  : Unazumo, le grand prêtre
- Giulio Tomei  (VF : René Blancard ) : l’avocat Dogman
- Omero Gargano : le barman
- Federico Boido : Tex, le bras droit de Damon
- Rosy de Leo : Musta l’indienne
- Franco Jamonte : Black, un homme de Damon
- Bruno Scipioni   (VF : Claude Joseph) : un homme de Damon
- Gilberto Galimberti : un indien Aztèque